# Курбский, Роман Фёдорович
Князь Роман Фёдорович Курбский (убит 1506 под Казанью) — воевода на службе у Московских князей Ивана III и Василия III.
Из княжеского рода Курбских, отрасли князей Ярославских. Рюрикович в XX поколении. Младший сын удельного курбского князя Фёдора Семёновича.

## Биография
В 1499 году воевода Передового полка в походе к Рославлю. В феврале 1500 года на свадьбе дочери великого князя Ивана Васильевича — Феодосии Ивановны и князя Василия Даниловича Холмского в свадебном поезде шёл третьим у саней княжны.
В 1501 году, во время похода в Ливонию, был третьим воеводой Большого полка. В 1503 году был воеводой в  походе на Дорогобуж во время Русско-литовской войны. В 1506 году принял участие в походе на Казань, под стенами которой был убит со своим старшим братом Михаилом.
По родословной росписи показан бездетным.

## Критика
М.Г. Спиридов в родословной книге показывает дальнейшие службы князя Романа Михайловича: в 1512 году третий воевода в Большом полку в походе на Литовские земли. В 1513 году второй воевода войск правой руки в Дорогобуже. Как и в родословной книге из собрания М.А. Оболенского показано, что он был в войсках под Казанью и погиб под стенами города в бою с казанцами, но в каком году в двух источниках — не указано.
В Российской родословной книге А.Б. Лобанова-Ростовского значатся службы князя Романа Фёдоровича: в 1513 году воевода в Дорогобуже, а также указано, что он убит под Казанью, но год — не показан. Год гибели брата, князя Михаила Фёдоровича Карамыш, в данном источнике, также не указан, а записано: "воевода передового полка (1506), убит под Казанью".